# Arnljot Nyaas
Arnljot Nyaas (14 mai 1916 – 16 juillet 1995) est un ancien fondeur norvégien.

## Championnats du monde
- Championnats du monde de ski nordique 1950 à Lake Placid 
  -  Médaille de bronze sur 18 km.